# 伊莎多拉 (密蘇里州)
伊莎多拉（英語：Isadora）是位於美國密蘇里州沃思縣的非建制地區。

## 歷史
伊莎多拉的郵局於1866年設立，其後於1951年停運。

## 地理
伊莎多拉所處的海拔為高於海平面298米（即978英呎），而該地所採用的時區為UTC-6，即北美中部時區（CST）。同時該地設有夏令時間，為UTC-6調快一小時，即UTC-5（CDT）。